# Katrina Gorry
Katrina-Lee Gorry (Brisbane, 13 de agosto de 1992) es una futbolista australiana. Juega como centrocampista en el Vittsjö GIK de la Damallsvenskan de Suecia. Es internacional con la selección de Australia.

## Trayectoria
Gorry jugó fútbol juvenil para el Mount Gravatt. De 2009 a 2012, disputó una temporada para los clubes australianos de primera división Melbourne Victory, Adelaide United y nuevamente Melbourne Victory. En el verano de 2012, hizo pie en Canadá para unirse al Ottawa Fury de la USL W League, con quien ese año conquistó el campeonato.

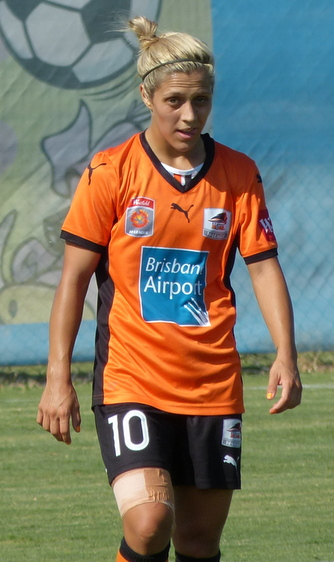
Gorry con el Brisbane Roar en 2014.

La australiana regresó a su país natal para unirse al Brisbane Roar antes de la temporada 2012-13 de la W-League. En octubre de 2017, se convirtió en el primer miembro de Roar en firmar un contrato de varios años, tras concretar un contrato de dos temporadas para permanecer en el club.
En marzo de 2014, se anunció que Gorry se uniría al FC Kansas City en la NWSL. Disputó 10 partidos con su nuevo club cuando ganaron la NWSL 2014.
En 2017, Gorry pasó una temporada con el Vegalta Sendai en Japón.
El 14 de febrero de 2018, se unió al Utah Royals FC, marcando su regreso a la NWSL. Tras 16 partidos jugados esa temporada, el Utah rechazó su opción de contrato quedándose la futbolista sin club.
El 29 de enero de 2020, la australiana fichó por el Avaldsnes de la Toppserien noruega. Debutó con su nueva casaca el 18 de julio de 2020, jugando el partido completo en la victoria por 1-0 sobre el Arna-Bjørnar. Su debut le valió un lugar en el equipo estelar de la semana.
En diciembre de 2020, el Brisbane Roar anunció que Gorry regresaría al club para la temporada 2020-21 de la W-League cedida por el Avaldsnes.

## Selección nacional
Gorry debutó con la selección de Australia el 11 de julio de 2012 como suplente ante Japón. En mayo de 2014, disputó la Copa Asiática de la AFC de 2014, jugando los 5 partidos en los que anotó 3 goles y llegó a la final contra Japón, donde las australianas perdieron por la mínima. Ese año la centrocampista fue nombrada Jugadora del Año de la AFC y Jugadora del Año de la FFA.
En la Copa Mundial de 2015 apareció en 4 de los 5 partidos de Australia. Las Matildas terminaron segundas en su grupo y avanzaron a la fase de eliminatorias. Derrotaron a Brasil en los octavos de final, pero perdieron ante Japón en los cuartos de final.
Gorry asistió a sus primeros Juegos Olímpicos en Río 2016 luego de que se país consiguiera el boleto olímpico en elPreolímpico de la AFC 2016. Apareció en los 4 partidos de Australia en el torneo. Tras pasar a la fase final como mejores terceras, las australianas se enfrentaron a Brasil en cuartos de final, duelo en el que las selecciones no se sacaron ventaja y acabó decidiéndose en los penales. Gorry fue la encargada del cuarto penal australiano, malogró su oportunidad y tras el penal errado de su compañera Alanna Kennedy, Brasil ganó el partido 7-6 en los penaltis.
Gorry formó parte del combinado nacional que ganó el Torneo de Naciones 2017.
En la Copa Asiática de la AFC de 2018, apareció en 4 partidos. Australia avanzó a la fase final del torneo al derrotar a Vietnam, pero perdió ante Japón 1-0 en la final. De todas formas, las Matildas consiguieron su boleto a la Copa Mundial de la FIFA 2019.
Una lesión a finales de 2018 le impidió participar en la Copa de Naciones en febrero del año siguiente. Regresó como suplente de último minuto en la derrota por 5-3 ante Estados Unidos en abril de 2019.
En el Mundial de 2019, entró como suplente en el minuto 69 cuando las australianas empataban con Italia 1-1 y marcó el gol de la victoria el minuto 5 del tiempo añadido. Luego apareció en el último partido del grupo en la victoria por 4-1 contra Jamaica, donde asistió a Sam Kerr para uno de sus 4 goles. La campaña del conjunto oceánico vio su fin en los octavos de final cuando, tras empatar 1-1 ante Noruega, cayeron en la tanda de penales.
En la calificación completada con éxito para los Juegos Olímpicos de 2020, jugó en 2 de los 5 partidos. Tras esto, no volvió a ser convocada debido a su embarazo. Desde abril de 2022 ha vuelto a ser llamada al equipo nacional regularmente.

## Estadísticas

### Clubes
| Club                   | País           | Año             |
| ---------------------- | -------------- | --------------- |
| Melbourne Victory      | Australia      | 2009 - 2010     |
| Adelaide United        | Australia      | 2010 - 2011     |
| Melbourne Victory      | Australia      | 2011 - 2012     |
| Ottawa Fury            | Canadá         | 2012            |
| Brisbane Roar          | Australia      | 2012 - 2020     |
| FC Kansas City         | Estados Unidos | 2014            |
| Mynavi Sendai Ladies   | Japón          | 2017            |
| Utah Royals FC         | Estados Unidos | 2018            |
| Avaldsnes IL           | Noruega        | 2020            |
| Brisbane Roar (cedida) | Australia      | 2020 - 2022     |
| Vittsjö GIK            | Suecia         | 2022 - presente |

## Palmarés

### Títulos nacionales
| Título                         | Club           | País           | Año     |
| ------------------------------ | -------------- | -------------- | ------- |
| W-League                       | Ottawa Fury    | Estados Unidos | 2012    |
| A-League Women                 | Brisbane Roar  | Australia      | 2012-13 |
| National Women's Soccer League | FC Kansas City | Estados Unidos | 2014    |
| A-League Women                 | Brisbane Roar  | Australia      | 2017-18 |

### Títulos internacionales
| Título                       | Equipo    | Sede  | Año  |
| ---------------------------- | --------- | ----- | ---- |
| Torneo Preolímpico de la AFC | Australia | Japón | 2016 |

(*) Incluyendo la Selección

### Distinciones individuales
| Distinción                                      | Año  |
| ----------------------------------------------- | ---- |
| Jugadora del Año de la AFC                      | 2014 |
| Futbolista Femenina del Año (Premios de la FFA) | 2014 |